# Majanski kalendar
Majanski kalendar ili kalendar Maja (Mayanski kalendar ili kalendar Maya), sustav različitih kalendara i almanaha koje je rabila civilizacija Maja u pretkolumbovskoj Mezoamerici.
Sinkronizacijom i spajanjem tih kalendara na razne načine i raznim kombinacijama omogućeno je stvaranje većih i širih ciklusa. 
Osnove kalendarskog sustava Maya se temelje na sustavu koji je bio u širokoj uporabi u cijeloj regiji. Počeci im datiraju najkasnije od 6. stoljeća pr. Kr. Dijeli brojne karakteristike s kalendarima koje su rabile ranije mezoameričke civilizacije kao što su Zapoteci i Olmeci i koje su koristile novije civilizacije kao Mixteci i Asteci. Iako mezoamerički kalendari nisu nastali zajedno s Mayama, njihovo naknadno proširenje i usavršavanje ih je učinilo najrazvijenijima. Zajedno s astečkim, kalendari Maya su najbolji istraženi i najbolje shvaćeni.
Prema mitološkoj tradiciji Maja, koje se navode u zapisima s Yucatana u kolonijalnom razdoblju i rekonstruiranijh na temelju kasnih klasičnih i postklasičnih natpisa, božanstvu Itzamni se često pripisuje to da je precima Maya donio znanje o kalendarskom sustavu, kao i pismo i druge temelje kulture Maja (Maja-kulture).

## Pregled
Od kalendara Maya najznačajniji je onaj s ciklusom od 260 dana. Još uvijek se rabi u nekim dijelovima države Oaxaca i među Mayama u brdovitim dijelovima gvatemalskim. Majanska verzija je među znanstvenicima poznata kao Tzolkin ili (po revidiranom pravopisu Academia de las Lenguas Mayas de Guatemala) Tzolk'in. Colkin je kombiniran s kalendarom od 365 dana (koji se zove Haab ili Haab' ), tako da formira sinkronizirani ciklus koji traje 52 Haaba, koji se zove Kalendarski krug (ili obilazak). Važne komponente Colkina i Haaba su manji ciklusi, od 13 dana (trecena, kod Colkina) i od 20 dana (veintena, kod Haaba).
Za praćenje dužih vremenskih razdoblja i upisivanje kalendarskih datuma (tj. utvrđivanje kada se neki događaj desio u odnosu na druge), rabljen je drugačiji oblik kalendara. Ovaj oblik, poznat kao Dugo brojanje (moglo bi se reći i Dugi izbrojak ili račun), počiva na broju dana proteklih od mitološke početne točke. Prema korelaciji između Dugog brojanja i zapadnih kalendara koju je prihvatila velika većina proučivaca Maja (poznata kao GMT korelacija, po početnim slovima prezimena ljudi koji su je izračunali), ova početna točka odgovara 11. kolovozu 3114. pr. Kr. po proleptičkom gregorijanskom kalendaru, odn. 6. rujna iste godine po julijanskom kalendaru (odn. -3113. godini po astronomski). Gudmen-Martinez-Tompsonovu korelaciju je izabrao Tompson 1935. na osnovu ranijih korelacija Josepha Guoodman iz 1905. (11. kolovoza), Huana Martineza Ernandeza iz 1926. (12. kolovoza) i John Eric Sidney Thompsona iz 1927. (13. kolovoza). Zahvaljujući svojoj linearnoj prirodi, dugo brojanje se može produžiti do bilo kog datuma daleko u budućnosti ili prošlosti. 
Brojni majanski natpisi Dugog brojanja su dopunjeni tzv. Lunarnin nizovima, još jednim oblikom kalendara, koji daje informaciju o mjesečevim menama i položajem Mjeseca u polugodišnjem ciklusu lunacija.
Praćen je i Venerin ciklus od 584 dana, kojim su praćeni pojava i konjunkcije Venere kao jutarnje i večernje zvijezde. Brojni događaji u ovom ciklusu su smatrani nepovoljnim i štetnim.
Praćeni su i drugi ciklusi, manje rabljeni ili slabije shvaćeni, kombinacije kalendarske progresije. U nekim natpisima se spominje ciklus od 819 (7×9×13) dana; poznati su i skupovi 9- i 13-dnevnih intervala povezanih s različitim skupinama božanstava.
Kao i u drugim mezoameričkim kulturama, ponavljanje raznih kalendarskih ciklusa, prirodni ciklusi vidljivih pojava i ponavljanje i obnova slikovlja smrt-preporod u njihovim mitološkim tradicijama, bili su važni i sveprisutni utjecaji na majanska društva.

## Tzolk'in
Neki majanisti rabe naziv Tzolk'in (po modernoj majanskoj ortografiji; i tzolkin, u ovom članku i "colkin") za majanski Sveti krug (obilazak) tj. kalendar od 260 dana. Colkin je kovanica na jeziku Yukatek Maya koja znači "broj dana" (Coe 1992). O pravim imenima ovog kalendara koja su rabili pretkolumbijske Maje naučnici još raspravljaju. Astečki kalendarski ekvivalent je nazivan Tonalpohualli na jeziku Nahuatl.
Colkin kalendar kombinira dvadeset imena za dane s trinaest brojeva iz ciklusa trecena čime proizvodi 260 jedinstvenih oznaka za dane. Njime se određuje vrijeme religijskih i obrednih događaja, a rabi se i za proricanje. Svaki dan je pobrojan od 1 do 13 pa onda opet od 1. Zasebno od ovoga, svakom danu je dato ime po redoslijedu iz niza od 20 imena za dane:
| Red. Br.1 | Ime Dana 2 | Primer glifa 3 | Jukatek 16. stoljeće 4 | Klas. majanski rekonstr. 5 | Red. Br.1 | Ime Dana 2 | Primer glifa 3 | Jukatek 16. stoljeće 4 | Klas. majanski rekonstr. 5 |
| --- | ---------- | -------------- | ---------------------- | -------------------------- | --------- | ---------- | -------------- | ---------------------- | -------------------------- |
| 01 | Imix'      |                | Imix                   | Imix (?) / Ha' (?)         | 11        | Chuwen     |                | Chuen                  | (nepoznato)                |
| 02 | Ik'        |                | Ik                     | Ik'                        | 12        | Eb'        |                | Eb                     | (nepoznato)                |
| 03 | Ak'b'al    |                | Akbal                  | Ak'b'al (?)                | 13        | B'en       |                | Ben                    | (nepoznato)                |
| 04 | K'an       |                | Kan                    | K'an (?)                   | 14        | Ix         |                | Ix                     | Hix (?)                    |
| 05 | Chikchan   |                | Chicchan               | (nepoznato)                | 15        | Men        |                | Men                    | (nepoznato)                |
| 06 | Kimi       |                | Cimi                   | Cham (?)                   | 16        | K'ib'      |                | Cib                    | (nepoznato)                |
| 07 | Manik'     |                | Manik                  | Manich' (?)                | 17        | Kab'an     |                | Caban                  | Chab' (?)                  |
| 08 | Lamat      |                | Lamat                  | Ek' (?)                    | 18        | Etz'nab'   |                | Etznab                 | (nepoznato)                |
| 09 | Muluk      |                | Muluc                  | (nepoznato)                | 19        | Kawak      |                | Cauac                  | (nepoznato)                |
| 10 | Ok         |                | Oc                     | (nepoznato)                | 20        | Ajaw       |                | Ahau                   | Ajaw                       |
| Primjedbe: 1. Redoslijed imenovanog dana u Tsolkin kalendaru (ne miješati s brojem [od 1 do 13] iz trecena-e!) 2. Ime dana po standardiziranom pravopisu gvatemalske Akademije majanskih jezika 3. Glif (logogram) za imenovani dan. 4. Ime dana na osnovu opisa Yukatek Maya u 16. stoljeću, uglavnom zapisao Diego de Landa; ova ortografija je (donedavno) dosta rabljena 5. Pravo ime dana, kako je glasilo u doba Klasičnog razdoblja (od 200. – 900.) kada je nastala većina natpisa, u većini slučajeva nije poznato. Ovdje napisane verzije (na klasičnom Mayanskom, glavnom jeziku natpisa) su rekonstruirane na osnovu fonoloških dokaza. |            |                |                        |                            |           |            |                |                        |                            |

### Proricanje
Svaki dan Colkina ima Duha Zaštitnika koji utječe na događaje. Ah K'in, majanski svečenik-šaman, čija titula znači "Čuvar dana", čita Colkin kako bi odredio odgovore na da/ne pitanja, kao i na složenija pitanja u vezi zdravlja, bogatstva i obitelji.

## Haab'
| Ime          | Značenje†          |
| ------------ | ------------------ |
| Pop          | prostirka          |
| Wo           | crna konjunkcija   |
| Sip          | crvena konjunkcija |
| Sotz'        | šišmiš             |
| Sek          | ?                  |
| Xul          | pas                |
| Yaxk'in      | novo sunce         |
| Mol          | voda               |
| Ch'en        | crna oluja         |
| Yax          | zelena oluja       |
| Sac          | bijela oluja       |
| Keh          | crvena oluja       |
| Mak          | ograđen            |
| K'ank'in     | žuto sunce         |
| Muwan        | sova               |
| Pax          | vrijeme sjetve     |
| K'ayab'      | kornjača           |
| Kumk'u       | ambar              |
| Wayeb'       | pet nesretnih dana |
| † Jones 1984 |                    |

Haab' je bio majanski solarni kalendar, sastavljen od 18 mjeseci od po 20 dana, plus razdoblje od pet dana ("bezimenih dana") na kraju godine (Wajeb'  po novoj ortografiji ili Uayeb po onoj iz 16. stoljeća). Bricker (1982) procjenjuje da je Haab prvi put rabljen oko 550. pr. Kr. sa zimskom kratkodnevicom kao početnom točkom.

## Dugo brojanje
Datumi/nadnevci Kalendarskog kruga su jedinstveni samo u intervalu od oko 52 solarne godine, što je dovoljno u rasponu jednog životnog doba. 
| Dana    | Razdoblje Dugog računa | Razdoblje Dugog računa | Pribl. solarnih godina |
| ------- | ---------------------- | ---------------------- | ---------------------- |
| 1       | = 1 K'in               |                        |                        |
| 20      | = 20 K'in              | = 1 Winal              | 1/18th                 |
| 360     | = 18 Winal             | = 1 Tun                | 1                      |
| 7,200   | = 20 Tun               | = 1 K'atun             | 20                     |
| 144,000 | = 20 K'atun            | = 1 B'ak'tun           | 395                    |

Postoje još četiri, rijetko rabljena ciklusa višeg reda: piktun, kalabtun, k'inchiltun, i alautun.
Npr. 12.5.2008. bi odgovarao dugoračunskom izrazu 12.19.15.5.16 što zapravo znači da je ovaj dan (16×1 + 5×20 + 15×360 + 19×7200 + 12×144.000 =) 1.870.316 dana poslije spomenutog baznog dana.

## Venerin ciklus
Venerin ciklus je bio još jedan važan ciklus za Maje. Maje su bile viješti astronomi, Venerin ciklus su mogli izračunati s velikom preciznošću. U Dresdenskom kodeksu (jednom od Majanskih kodeksa) je posvećeno šest stranica točnom računanju položaja Venere. Maje su veliku točnost postizale dugogodišnjim pažljivim promatranjem. Postoje razne teorije zašto je Venerin ciklus bio posebno važan za Maje, među njima i vjerovanje da je bio povezan s ratovanjem i rabljen za utvrđivanje povoljnog vremena za ustoličenja vladara i rat. 

## Vanjske poveznice
(na engleskom jeziku:)
- Maya Calendar notes by M. Finlay, Maya Astronomy (Uses the proleptic Gregorian calendar.)
- The Maya Calendar by the Maya World Studies Center in Yucatan Mexico
- Maya calendar on hermetic.ch
- Maya calendar on michielb.nl, with conversion applet from Gregorian calendar to Maya date  Arhivirana inačica izvorne stranice od 9. studenoga 2006. (Wayback Machine) (Uses the proleptic Gregorian calendar.)
- Convert date from Maya long count to Gregorian calendar  Arhivirana inačica izvorne stranice od 10. rujna 2006. (Wayback Machine) (Uses the proleptic Gregorian calendar and converts to/from long count only.)
- Maya Time Keeping  Arhivirana inačica izvorne stranice od 25. travnja 2001. (Wayback Machine)
- Maya Calendar and Links on diagnosis2012.co.uk (The calculator uses the proleptic Gregorian calendar. The site has a huge number of links to Maya calendar sites.)
- Maya Calendar on xoc.net (This is an advertisement for commercial software.)
- "The How and Why of the Mayan End Date in 2012 A.D." by John Major Jenkins.
- Culture and History of the Ancient and Modern Maya Includes pdf files of "Popol Vuh: The Book of the Counsil" and "Chilam Balam of Chumayel" (The page about the calendar uses the "astronomical" (Lounsbury) correlation.)